# Frightened Rabbit
Frightened Rabbit er en Pop / Folk / Indie-gruppe fra Storbritannien der blev dannet i 2003.

## Diskografi
- Sing the Greys (2006)
- The Midnight Organ Fight (2008)
- The Winter of Mixed Drinks (2010)
- Pedestrian Verse (2013)